# Ophiodes
Ophiodes – rodzaj jaszczurek z rodziny Diploglossidae.

## Zasięg występowania
Rodzaj obejmuje gatunki występujące w Brazylii, Boliwii, Paragwaju, Urugwaju i Argentynie. 

## Systematyka

### Etymologia
Ophiodes: gr. οφιωδης ophiōdēs „podobny do węża”.

### Podział systematyczny
Do rodzaju należą następujące gatunki: 
- Ophiodes enso Entiauspe-Neto, Marques-Quintela, Regnet, Teixeira, Silveira & Loebmann, 2017
- Ophiodes fragilis (Raddi, 1820)
- Ophiodes intermedius Boulenger, 1894 – ofiodes pampasowy[4]
- Ophiodes luciae Cacciali & Scott, 2015
- Ophiodes striatus (Spix, 1824)
- Ophiodes vertebralis Bocourt, 1881